# Knivsåsen
Knivsåsens naturreservat øst for Dalby i Tornquistzonen er et nedlagt stenbrud, som geologisk er en del af Romeleåsen og ligger på nordøstsiden af åsen. Fra landevejen Malmö–Simrishamn (Riksväg 11) er der udsigt over Vombsänkan.

## Galleri
- Stenbruddet
- Stenbruddet